# Антоновичи (Черниговская область)
Антоно́вичи (укр. Антоно́вичі) — село Черниговского района Черниговской области Украины. Население 230 человек.
Код КОАТУУ: 7425589902. Почтовый индекс: 15515. Телефонный код: +380 462.
Севернее села берёт начало речка Пакулька (приток Днепра).

## Власть
Орган местного самоуправления — Шибириновский сельский совет. Почтовый адрес: 15515, Черниговская обл., Черниговский р-н, с. Шибириновка, ул. Садовая, 6.